# West Overton
West Overton è una città fantasma sita a circa 64 km a sud-est di Pittsburgh nella Contea di Westmoreland in Pennsylvania, Stati Uniti. Essa è situata sulla PA 819 fra le città di Mount Pleasant e Scottdale.
La località è nota per essere stato il luogo di nascita di Henry Clay Frick, l'industriale dell'acciaio e collezionista d'arte, ed il sito in cui era ubicata la distilleria di whisky di suo nonno Abraham Overholt, dal nome Old Overholt rye whiskey.
Il villaggio di West Overton era stato costruito nel 1800 da alcuni immigrati dalla Germania guidati da Henry Overholt. Esso è stato posto nell'elenco del National Register of Historic Districts nel 1985. Oggi è condotto come un complesso museale come esempio di un villaggio rurale del XIX secolo. Rimane l'unico villaggio esistente, ancora intatto in Pennsylvania, relativo ad una realtà esistente prima della guerra di secessione.